# جورج بول
جورج بول (2 نوفمبر 1815 - 8 ديسمبر 1864)(بالإنجليزية: George Boole)‏ هو عالم رياضيات بريطاني ابتكر نوعا من الجبر يتيح التعامل مع الأرقام والحروف والأشياء والعبارات والفرضيات كما لو كانت أرقاما بحتة؛ وقدم للبشرية الجبر المنطقي المستخدم في الحواسيب.

## حياته
انحدر جورج بوول من أسرة فقيرة لذلك لم يكن في مقدوره الدراسة في الجامعة. لكن مع ذلك فذكاؤه لم يكن ليخفى على أحد. تعلم بمفرده اللاتينية، الألمانية، الفرنسية والإيطالية وقد كان مجبراً على إعالة أسرته لذلك فقد اشتغل مدرساً في سن السادسة عشرة.بعد أربع سنوات أسس مدرسة خاصة وتولى إدارتها بنفسه. وبعد ذلك ركز على دراسة الرياضيات مستفيدا من الإمكانيات المتوفرة في معهد الميكانيك في مدينته وطالع كتبا لعلماء لامعين أمثال إسحاق نيوتن، بيير سيمون لابلاس وجوزف لويس لاغرانج. وسريعا بدأ أبحاثه الخاصة.في عام 1839 نشر بحثه الأول في مجلة «كامبريدج ماثيماتيكال جورنال» وسمح له هذا المقال في فرض نفسه كشخصية مهمة في عالم الرياضيات.كانت ابحاثه الأولى بداية لسلسلة من الأبحاث ستؤدي إلى ما يسمى فيما بعد «الجبر البولياني». في عام 1847 الف كتابه «التحليل الرياضياتي للمنطق» ثم «التحقيق في قوانين الفكر التي تقوم على النظريات الرياضياتيه للمنطق والاحتمالات» في عام 1854. لقد طور بوول شكلا جديدا من المنطق حيث اعتمد على الرموز وفي نفس الوقت على قوانين الرياضيات. كان هذا النمط الجديد من المنطق يهدف إلى ترجمة الأفكار والمفاهيم إلى معادلات للتمكن من تطبيق قوانين الرياضيات عليها تم ترجمة النتيجة إلى شكل منطقي، لهذا قام بابتكار «الجبر المنطقي» الخاضع لبعض الخاصيات «كالتبادلية والتجميعية».

## الجبر المنطقي
يعود الفضل في وضع الأسس النظرية للجبر البولياني، والذي يسمى أيضًا بالجبر المنطقي، إلى عالم الرياضيات الإنجليزي جورج بوول. وقد نشر هذا العالم نظرياته في منتصف القرن التاسع عشر لتصبح فيما بعد الأساس في تصميم الدوائر المنطقية التي يتكون منها الحاسوب. قام عالم الرياضيات جورج بوول بنشر كتابة «التحقيق في قوانين الفكر» (The Laws of Thought) في عام 1854 الذي وضع فيه وفي أعماله اللاحقة أسس الجبر المنطقي الذي يعد لبنة هامة في تصميم العمليات المنطقية للحاسوب الحديث.

## روابط خارجية
- جورج بول على موقع الموسوعة البريطانية (الإنجليزية)
- جورج بول على موقع إن إن دي بي (الإنجليزية)